# Lista di asteroidi (725001-726000)
Di seguito una lista di asteroidi dal numero 725001  al 726000 con data di scoperta e scopritore.

## 725001–725100
| Nome   | Designazione provvisoria | Data di scoperta  | Scopritore                          |
| ------ | ------------------------ | ----------------- | ----------------------------------- |
| 725001 | 2008 SY324               | 4 gennaio 2016    | Pan-STARRS                          |
| 725002 | 2008 SF325               | 23 settembre 2008 | Mount Lemmon Survey                 |
| 725003 | 2008 SG325               | 17 ottobre 2003   | Spacewatch                          |
| 725004 | 2008 SM325               | 22 settembre 2008 | Mount Lemmon Survey                 |
| 725005 | 2008 SN325               | 20 giugno 2013    | Pan-STARRS                          |
| 725006 | 2008 SA326               | 22 settembre 2008 | Spacewatch                          |
| 725007 | 2008 SO326               | 25 ottobre 2014   | Spacewatch                          |
| 725008 | 2008 SO327               | 24 settembre 2008 | Mount Lemmon Survey                 |
| 725009 | 2008 SA332               | 23 settembre 2008 | Mount Lemmon Survey                 |
| 725010 | 2008 SU332               | 25 settembre 2008 | Mount Lemmon Survey                 |
| 725011 | 2008 SO333               | 23 settembre 2008 | Spacewatch                          |
| 725012 | 2008 SU334               | 29 settembre 2008 | Mount Lemmon Survey                 |
| 725013 | 2008 SV334               | 12 gennaio 2010   | Mount Lemmon Survey                 |
| 725014 | 2008 SH336               | 26 febbraio 2011  | Mount Lemmon Survey                 |
| 725015 | 2008 SP337               | 21 aprile 2015    | CTIO-DECam                          |
| 725016 | 2008 SX337               | 23 dicembre 2012  | Pan-STARRS                          |
| 725017 | 2008 SB339               | 20 settembre 2008 | Mount Lemmon Survey                 |
| 725018 | 2008 SC339               | 24 settembre 2008 | Spacewatch                          |
| 725019 | 2008 SG339               | 27 settembre 2008 | Mount Lemmon Survey                 |
| 725020 | 2008 SJ340               | 27 settembre 2008 | Mount Lemmon Survey                 |
| 725021 | 2008 SL340               | 24 settembre 2008 | Spacewatch                          |
| 725022 | 2008 SZ340               | 22 settembre 2008 | Mount Lemmon Survey                 |
| 725023 | 2008 SA341               | 24 settembre 2008 | Mount Lemmon Survey                 |
| 725024 | 2008 SY342               | 23 settembre 2008 | Spacewatch                          |
| 725025 | 2008 SA344               | 29 settembre 2008 | Spacewatch                          |
| 725026 | 2008 SL347               | 22 settembre 2008 | Spacewatch                          |
| 725027 | 2008 SC349               | 22 settembre 2008 | Mount Lemmon Survey                 |
| 725028 | 2008 SD351               | 24 settembre 2008 | Mount Lemmon Survey                 |
| 725029 | 2008 SL354               | 28 settembre 2008 | Mount Lemmon Survey                 |
| 725030 | 2008 SX357               | 29 settembre 2008 | Spacewatch                          |
| 725031 | 2008 TH21                | 1 ottobre 2008    | Mount Lemmon Survey                 |
| 725032 | 2008 TD25                | 2 ottobre 2008    | Mount Lemmon Survey                 |
| 725033 | 2008 TX30                | 24 settembre 2008 | Spacewatch                          |
| 725034 | 2008 TN31                | 1 ottobre 2008    | Spacewatch                          |
| 725035 | 2008 TV31                | 1 ottobre 2008    | Spacewatch                          |
| 725036 | 2008 TR32                | 24 settembre 2008 | Spacewatch                          |
| 725037 | 2008 TN34                | 1 ottobre 2008    | Spacewatch                          |
| 725038 | 2008 TZ40                | 1 ottobre 2008    | Mount Lemmon Survey                 |
| 725039 | 2008 TS43                | 1 ottobre 2008    | Mount Lemmon Survey                 |
| 725040 | 2008 TU49                | 2 ottobre 2008    | Spacewatch                          |
| 725041 | 2008 TM58                | 27 settembre 2003 | Spacewatch                          |
| 725042 | 2008 TO58                | 2 ottobre 2008    | Spacewatch                          |
| 725043 | 2008 TB59                | 2 ottobre 2008    | Spacewatch                          |
| 725044 | 2008 TQ64                | 2 ottobre 2008    | Spacewatch                          |
| 725045 | 2008 TJ76                | 22 ottobre 2003   | Spacewatch                          |
| 725046 | 2008 TU86                | 3 ottobre 2008    | Spacewatch                          |
| 725047 | 2008 TU87                | 3 ottobre 2008    | Spacewatch                          |
| 725048 | 2008 TE95                | 25 agosto 2003    | Cerro Tololo Obs.                   |
| 725049 | 2008 TQ100               | 26 marzo 2007     | Mount Lemmon Survey                 |
| 725050 | 2008 TV100               | 6 ottobre 2008    | Spacewatch                          |
| 725051 | 2008 TY110               | 29 settembre 2008 | Spacewatch                          |
| 725052 | 2008 TU113               | 2 ottobre 2008    | Spacewatch                          |
| 725053 | 2008 TO114               | 27 settembre 2008 | Mount Lemmon Survey                 |
| 725054 | 2008 TV119               | 7 ottobre 2008    | Spacewatch                          |
| 725055 | 2008 TH130               | 8 ottobre 2008    | Mount Lemmon Survey                 |
| 725056 | 2008 TV141               | 10 settembre 2008 | Spacewatch                          |
| 725057 | 2008 TU143               | 2 settembre 2008  | Spacewatch                          |
| 725058 | 2008 TV146               | 3 settembre 2008  | Spacewatch                          |
| 725059 | 2008 TQ148               | 23 settembre 2008 | Mount Lemmon Survey                 |
| 725060 | 2008 TZ151               | 11 marzo 2005     | Mount Lemmon Survey                 |
| 725061 | 2008 TW153               | 9 ottobre 2008    | Mount Lemmon Survey                 |
| 725062 | 2008 TK155               | 9 ottobre 2008    | Mount Lemmon Survey                 |
| 725063 | 2008 TR155               | 9 ottobre 2008    | Mount Lemmon Survey                 |
| 725064 | 2008 TG159               | 8 ottobre 2008    | Spacewatch                          |
| 725065 | 2008 TG165               | 2 ottobre 2008    | Spacewatch                          |
| 725066 | 2008 TE174               | 2 ottobre 2008    | Mount Lemmon Survey                 |
| 725067 | 2008 TW175               | 17 gennaio 2015   | Pan-STARRS                          |
| 725068 | 2008 TG180               | 2 ottobre 2008    | CSS                                 |
| 725069 | 2008 TF181               | 7 ottobre 2008    | Mount Lemmon Survey                 |
| 725070 | 2008 TE191               | 20 luglio 2002    | NEAT                                |
| 725071 | 2008 TB192               | 8 ottobre 2008    | Mount Lemmon Survey                 |
| 725072 | 2008 TZ192               | 9 ottobre 2008    | Spacewatch                          |
| 725073 | 2008 TW193               | 10 ottobre 2008   | Mount Lemmon Survey                 |
| 725074 | 2008 TB194               | 8 ottobre 2008    | CSS                                 |
| 725075 | 2008 TS194               | 29 settembre 2008 | Spacewatch                          |
| 725076 | 2008 TU194               | 24 agosto 2008    | Spacewatch                          |
| 725077 | 2008 TY195               | 1 ottobre 2008    | Mount Lemmon Survey                 |
| 725078 | 2008 TD196               | 2 ottobre 2008    | Spacewatch                          |
| 725079 | 2008 TT196               | 3 aprile 2011     | Pan-STARRS                          |
| 725080 | 2008 TG197               | 26 marzo 2010     | WISE                                |
| 725081 | 2008 TN198               | 8 ottobre 2008    | Mount Lemmon Survey                 |
| 725082 | 2008 TD199               | 7 ottobre 2008    | Mount Lemmon Survey                 |
| 725083 | 2008 TH199               | 20 marzo 2015     | Pan-STARRS                          |
| 725084 | 2008 TQ199               | 21 maggio 2012    | Pan-STARRS                          |
| 725085 | 2008 TO200               | 7 ottobre 2008    | Mount Lemmon Survey                 |
| 725086 | 2008 TW200               | 8 ottobre 2008    | Mount Lemmon Survey                 |
| 725087 | 2008 TE201               | 9 ottobre 2008    | Mount Lemmon Survey                 |
| 725088 | 2008 TN201               | 6 ottobre 2008    | Spacewatch                          |
| 725089 | 2008 TG204               | 7 febbraio 2010   | Osservatorio astronomico di Maiorca |
| 725090 | 2008 TN204               | 10 ottobre 2008   | Mount Lemmon Survey                 |
| 725091 | 2008 TG205               | 7 ottobre 2008    | Spacewatch                          |
| 725092 | 2008 TS205               | 1 ottobre 2008    | Mount Lemmon Survey                 |
| 725093 | 2008 TX205               | 8 ottobre 2008    | Spacewatch                          |
| 725094 | 2008 TJ207               | 10 ottobre 2008   | Mount Lemmon Survey                 |
| 725095 | 2008 TN208               | 5 aprile 2010     | WISE                                |
| 725096 | 2008 TL211               | 12 febbraio 2011  | Mount Lemmon Survey                 |
| 725097 | 2008 TZ212               | 15 aprile 2010    | WISE                                |
| 725098 | 2008 TR214               | 25 settembre 2013 | Mount Lemmon Survey                 |
| 725099 | 2008 TS214               | 6 ottobre 2008    | Mount Lemmon Survey                 |
| 725100 | 2008 TZ217               | 1 ottobre 2008    | Mount Lemmon Survey                 |

## 725101–725200
| Nome   | Designazione provvisoria | Data di scoperta  | Scopritore          |
| ------ | ------------------------ | ----------------- | ------------------- |
| 725101 | 2008 TN218               | 8 ottobre 2008    | Spacewatch          |
| 725102 | 2008 TS220               | 10 ottobre 2008   | Mount Lemmon Survey |
| 725103 | 2008 TM221               | 6 ottobre 2008    | Spacewatch          |
| 725104 | 2008 TR226               | 7 ottobre 2008    | Mount Lemmon Survey |
| 725105 | 2008 TG228               | 8 ottobre 2008    | Mount Lemmon Survey |
| 725106 | 2008 TC231               | 8 ottobre 2008    | Mount Lemmon Survey |
| 725107 | 2008 TA237               | 8 ottobre 2008    | Mount Lemmon Survey |
| 725108 | 2008 TG240               | 10 ottobre 2008   | Mount Lemmon Survey |
| 725109 | 2008 UH2                 | 20 ottobre 2008   | A. Sergeyev         |
| 725110 | 2008 UP5                 | 25 ottobre 2008   | C. Rinner, F. Kugel |
| 725111 | 2008 UX6                 | 29 settembre 2008 | CSS                 |
| 725112 | 2008 UK14                | 3 settembre 2008  | Spacewatch          |
| 725113 | 2008 UQ16                | 9 settembre 2008  | Mount Lemmon Survey |
| 725114 | 2008 UJ17                | 18 ottobre 2008   | Spacewatch          |
| 725115 | 2008 US18                | 19 ottobre 2008   | Spacewatch          |
| 725116 | 2008 UB35                | 20 ottobre 2008   | Spacewatch          |
| 725117 | 2008 UD35                | 20 ottobre 2008   | Spacewatch          |
| 725118 | 2008 UL37                | 20 ottobre 2008   | Spacewatch          |
| 725119 | 2008 UH47                | 20 ottobre 2008   | Spacewatch          |
| 725120 | 2008 UY49                | 23 settembre 2008 | Spacewatch          |
| 725121 | 2008 UG51                | 18 ottobre 2008   | Spacewatch          |
| 725122 | 2008 UU54                | 20 ottobre 2008   | Mount Lemmon Survey |
| 725123 | 2008 UN56                | 21 ottobre 2008   | Spacewatch          |
| 725124 | 2008 UL59                | 21 ottobre 2008   | Mount Lemmon Survey |
| 725125 | 2008 UY64                | 21 ottobre 2008   | Spacewatch          |
| 725126 | 2008 UP71                | 21 ottobre 2008   | Mount Lemmon Survey |
| 725127 | 2008 US74                | 21 ottobre 2008   | Spacewatch          |
| 725128 | 2008 UK79                | 7 settembre 2008  | Mount Lemmon Survey |
| 725129 | 2008 UJ80                | 22 ottobre 2008   | Spacewatch          |
| 725130 | 2008 US82                | 22 ottobre 2008   | Spacewatch          |
| 725131 | 2008 UH85                | 9 settembre 2008  | Mount Lemmon Survey |
| 725132 | 2008 UK86                | 23 ottobre 2008   | Spacewatch          |
| 725133 | 2008 UZ89                | 24 ottobre 2008   | Spacewatch          |
| 725134 | 2008 UX103               | 26 settembre 2008 | Spacewatch          |
| 725135 | 2008 UQ104               | 20 ottobre 2008   | Mount Lemmon Survey |
| 725136 | 2008 UG105               | 20 ottobre 2008   | Mount Lemmon Survey |
| 725137 | 2008 UN114               | 28 settembre 2008 | Mount Lemmon Survey |
| 725138 | 2008 UZ114               | 22 ottobre 2008   | Spacewatch          |
| 725139 | 2008 UF117               | 22 ottobre 2008   | Spacewatch          |
| 725140 | 2008 UE121               | 22 ottobre 2008   | Spacewatch          |
| 725141 | 2008 UE123               | 22 ottobre 2008   | Spacewatch          |
| 725142 | 2008 UH129               | 9 ottobre 2008    | Spacewatch          |
| 725143 | 2008 UF131               | 1 ottobre 2008    | Mount Lemmon Survey |
| 725144 | 2008 UM134               | 1 ottobre 2008    | Mount Lemmon Survey |
| 725145 | 2008 UA137               | 23 ottobre 2008   | Spacewatch          |
| 725146 | 2008 UY137               | 23 ottobre 2008   | Spacewatch          |
| 725147 | 2008 UU152               | 3 ottobre 2008    | Spacewatch          |
| 725148 | 2008 UZ154               | 7 ottobre 2008    | Spacewatch          |
| 725149 | 2008 UR156               | 9 ottobre 2008    | Mount Lemmon Survey |
| 725150 | 2008 UN159               | 23 ottobre 2008   | Spacewatch          |
| 725151 | 2008 UQ163               | 24 settembre 2008 | Spacewatch          |
| 725152 | 2008 UV164               | 22 settembre 2008 | Spacewatch          |
| 725153 | 2008 UY177               | 10 ottobre 2008   | Mount Lemmon Survey |
| 725154 | 2008 UU179               | 24 ottobre 2008   | Spacewatch          |
| 725155 | 2008 UE182               | 24 ottobre 2008   | Mount Lemmon Survey |
| 725156 | 2008 UK182               | 24 ottobre 2008   | Mount Lemmon Survey |
| 725157 | 2008 UX192               | 25 ottobre 2008   | Mount Lemmon Survey |
| 725158 | 2008 US195               | 26 ottobre 2008   | Mount Lemmon Survey |
| 725159 | 2008 UP210               | 23 ottobre 2008   | Spacewatch          |
| 725160 | 2008 UP211               | 28 settembre 2008 | LINEAR              |
| 725161 | 2008 UJ212               | 28 settembre 2001 | NEAT                |
| 725162 | 2008 UM219               | 28 settembre 2008 | Mount Lemmon Survey |
| 725163 | 2008 UZ222               | 25 ottobre 2008   | Spacewatch          |
| 725164 | 2008 UV226               | 24 settembre 2008 | Mount Lemmon Survey |
| 725165 | 2008 UF232               | 24 settembre 2008 | Mount Lemmon Survey |
| 725166 | 2008 UW234               | 23 settembre 2008 | Spacewatch          |
| 725167 | 2008 UB237               | 26 ottobre 2008   | Spacewatch          |
| 725168 | 2008 US237               | 26 ottobre 2008   | Spacewatch          |
| 725169 | 2008 UM238               | 26 ottobre 2008   | Spacewatch          |
| 725170 | 2008 UF239               | 22 ottobre 2008   | Spacewatch          |
| 725171 | 2008 UM243               | 26 ottobre 2008   | Spacewatch          |
| 725172 | 2008 UU243               | 26 ottobre 2008   | Spacewatch          |
| 725173 | 2008 US247               | 26 ottobre 2008   | Spacewatch          |
| 725174 | 2008 UT252               | 27 ottobre 2008   | Spacewatch          |
| 725175 | 2008 UP253               | 27 ottobre 2008   | Spacewatch          |
| 725176 | 2008 UE257               | 27 ottobre 2008   | Mount Lemmon Survey |
| 725177 | 2008 UZ261               | 27 ottobre 2008   | Mount Lemmon Survey |
| 725178 | 2008 UE262               | 27 ottobre 2008   | Spacewatch          |
| 725179 | 2008 UT268               | 28 ottobre 2008   | Spacewatch          |
| 725180 | 2008 UL272               | 28 ottobre 2008   | Spacewatch          |
| 725181 | 2008 UU273               | 28 ottobre 2008   | Spacewatch          |
| 725182 | 2008 UZ273               | 28 ottobre 2008   | Spacewatch          |
| 725183 | 2008 UU276               | 3 maggio 2006     | Mount Lemmon Survey |
| 725184 | 2008 UJ283               | 25 settembre 2008 | Spacewatch          |
| 725185 | 2008 UY287               | 26 settembre 2008 | Spacewatch          |
| 725186 | 2008 UZ292               | 9 febbraio 2005   | Spacewatch          |
| 725187 | 2008 UE294               | 29 ottobre 2008   | Spacewatch          |
| 725188 | 2008 UZ294               | 29 ottobre 2008   | Spacewatch          |
| 725189 | 2008 US296               | 29 ottobre 2008   | Spacewatch          |
| 725190 | 2008 UX296               | 29 ottobre 2008   | Spacewatch          |
| 725191 | 2008 UZ296               | 29 ottobre 2008   | Spacewatch          |
| 725192 | 2008 UH297               | 22 ottobre 2008   | Spacewatch          |
| 725193 | 2008 UD298               | 29 ottobre 2008   | Spacewatch          |
| 725194 | 2008 UN299               | 29 ottobre 2008   | Spacewatch          |
| 725195 | 2008 UO299               | 29 ottobre 2008   | Spacewatch          |
| 725196 | 2008 UX300               | 29 ottobre 2008   | Spacewatch          |
| 725197 | 2008 UX301               | 29 ottobre 2008   | Mount Lemmon Survey |
| 725198 | 2008 UX302               | 21 ottobre 2008   | Spacewatch          |
| 725199 | 2008 UX303               | 29 ottobre 2008   | Mount Lemmon Survey |
| 725200 | 2008 UU305               | 30 ottobre 2008   | Spacewatch          |

## 725201–725300
| Nome   | Designazione provvisoria | Data di scoperta  | Scopritore                   |
| ------ | ------------------------ | ----------------- | ---------------------------- |
| 725201 | 2008 UX306               | 22 ottobre 2008   | Spacewatch                   |
| 725202 | 2008 UZ307               | 26 ottobre 2008   | Spacewatch                   |
| 725203 | 2008 UD308               | 22 ottobre 2008   | Spacewatch                   |
| 725204 | 2008 UL308               | 30 ottobre 2008   | Spacewatch                   |
| 725205 | 2008 UM311               | 30 ottobre 2008   | Spacewatch                   |
| 725206 | 2008 UK314               | 30 ottobre 2008   | Spacewatch                   |
| 725207 | 2008 UM314               | 30 ottobre 2008   | Mount Lemmon Survey          |
| 725208 | 2008 UG318               | 31 ottobre 2008   | Mount Lemmon Survey          |
| 725209 | 2008 UW322               | 8 ottobre 2008    | Mount Lemmon Survey          |
| 725210 | 2008 UC324               | 15 novembre 2003  | Spacewatch                   |
| 725211 | 2008 UD325               | 26 dicembre 2014  | Pan-STARRS                   |
| 725212 | 2008 UQ327               | 10 ottobre 2008   | Mount Lemmon Survey          |
| 725213 | 2008 UV328               | 11 gennaio 1997   | Spacewatch                   |
| 725214 | 2008 UA329               | 30 ottobre 2008   | Mount Lemmon Survey          |
| 725215 | 2008 UZ332               | 26 ottobre 2008   | L. H. Wasserman              |
| 725216 | 2008 UL349               | 28 ottobre 2008   | Spacewatch                   |
| 725217 | 2008 UN349               | 28 ottobre 2008   | Spacewatch                   |
| 725218 | 2008 UJ351               | 31 ottobre 2008   | Spacewatch                   |
| 725219 | 2008 UZ352               | 31 ottobre 2008   | Spacewatch                   |
| 725220 | 2008 UJ356               | 23 ottobre 2008   | Spacewatch                   |
| 725221 | 2008 UZ359               | 29 ottobre 2008   | Spacewatch                   |
| 725222 | 2008 UE360               | 29 ottobre 2008   | Spacewatch                   |
| 725223 | 2008 UL369               | 28 ottobre 2008   | Spacewatch                   |
| 725224 | 2008 UQ369               | 29 ottobre 2008   | Spacewatch                   |
| 725225 | 2008 UG374               | 8 ottobre 2008    | Spacewatch                   |
| 725226 | 2008 UH375               | 28 ottobre 2008   | Spacewatch                   |
| 725227 | 2008 UQ377               | 13 gennaio 2016   | Pan-STARRS                   |
| 725228 | 2008 UT377               | 11 marzo 2010     | WISE                         |
| 725229 | 2008 UC378               | 9 febbraio 2016   | Pan-STARRS                   |
| 725230 | 2008 UM378               | 22 maggio 2015    | Pan-STARRS                   |
| 725231 | 2008 UN378               | 16 ottobre 2012   | Spacewatch                   |
| 725232 | 2008 UV378               | 24 dicembre 1992  | Spacewatch                   |
| 725233 | 2008 UA381               | 29 gennaio 2014   | M. Schwartz, P. R. Holvorcem |
| 725234 | 2008 UJ381               | 25 ottobre 2008   | Spacewatch                   |
| 725235 | 2008 UG382               | 24 aprile 2012    | Spacewatch                   |
| 725236 | 2008 UN382               | 14 settembre 2013 | Pan-STARRS                   |
| 725237 | 2008 UM383               | 21 settembre 2008 | Spacewatch                   |
| 725238 | 2008 UB384               | 27 ottobre 2016   | Mount Lemmon Survey          |
| 725239 | 2008 UF385               | 11 ottobre 2012   | Pan-STARRS                   |
| 725240 | 2008 UN387               | 25 ottobre 2008   | Mount Lemmon Survey          |
| 725241 | 2008 UQ387               | 16 giugno 2018    | Pan-STARRS                   |
| 725242 | 2008 UV387               | 21 ottobre 2008   | Spacewatch                   |
| 725243 | 2008 UH388               | 23 settembre 2013 | Spacewatch                   |
| 725244 | 2008 UM388               | 1 settembre 2002  | NEAT                         |
| 725245 | 2008 UO388               | 2 aprile 2011     | Mount Lemmon Survey          |
| 725246 | 2008 UY388               | 23 giugno 2018    | Pan-STARRS                   |
| 725247 | 2008 UB389               | 20 ottobre 2008   | Mount Lemmon Survey          |
| 725248 | 2008 UF389               | 1 settembre 2013  | Pan-STARRS                   |
| 725249 | 2008 UK389               | 27 ottobre 2008   | Spacewatch                   |
| 725250 | 2008 UN389               | 22 ottobre 2008   | Spacewatch                   |
| 725251 | 2008 UW389               | 11 giugno 2015    | Pan-STARRS                   |
| 725252 | 2008 UB390               | 28 ottobre 2008   | Mount Lemmon Survey          |
| 725253 | 2008 UF391               | 22 marzo 2015     | Pan-STARRS                   |
| 725254 | 2008 UO391               | 9 febbraio 2014   | Spacewatch                   |
| 725255 | 2008 UZ391               | 28 marzo 2016     | CTIO-DECam                   |
| 725256 | 2008 UD394               | 11 febbraio 2016  | Pan-STARRS                   |
| 725257 | 2008 UU394               | 28 ottobre 2008   | Spacewatch                   |
| 725258 | 2008 UH396               | 20 ottobre 2008   | Mount Lemmon Survey          |
| 725259 | 2008 US397               | 18 dicembre 2009  | Mount Lemmon Survey          |
| 725260 | 2008 UU397               | 27 maggio 2012    | Mount Lemmon Survey          |
| 725261 | 2008 UW397               | 13 gennaio 2010   | Mount Lemmon Survey          |
| 725262 | 2008 UC398               | 21 ottobre 2012   | Pan-STARRS                   |
| 725263 | 2008 UT399               | 26 ottobre 2008   | Mount Lemmon Survey          |
| 725264 | 2008 UE400               | 12 ottobre 2016   | Spacewatch                   |
| 725265 | 2008 UG400               | 6 novembre 2018   | Pan-STARRS 2                 |
| 725266 | 2008 UP400               | 4 novembre 2013   | Mount Lemmon Survey          |
| 725267 | 2008 UC401               | 1 marzo 2016      | Pan-STARRS                   |
| 725268 | 2008 UP407               | 30 ottobre 2008   | Spacewatch                   |
| 725269 | 2008 UJ408               | 27 ottobre 2008   | Spacewatch                   |
| 725270 | 2008 UV408               | 23 ottobre 2008   | Spacewatch                   |
| 725271 | 2008 UH412               | 26 ottobre 2008   | Spacewatch                   |
| 725272 | 2008 UP412               | 30 ottobre 2008   | Mount Lemmon Survey          |
| 725273 | 2008 UZ412               | 27 ottobre 2008   | Spacewatch                   |
| 725274 | 2008 UE418               | 27 ottobre 2008   | Spacewatch                   |
| 725275 | 2008 UX422               | 24 ottobre 2008   | Spacewatch                   |
| 725276 | 2008 VE6                 | 1 novembre 2008   | Spacewatch                   |
| 725277 | 2008 VQ7                 | 8 ottobre 2008    | Spacewatch                   |
| 725278 | 2008 VH8                 | 2 novembre 2008   | Mount Lemmon Survey          |
| 725279 | 2008 VO8                 | 2 novembre 2008   | Mount Lemmon Survey          |
| 725280 | 2008 VH10                | 2 novembre 2008   | Spacewatch                   |
| 725281 | 2008 VX10                | 2 novembre 2008   | Mount Lemmon Survey          |
| 725282 | 2008 VO11                | 2 novembre 2008   | Mount Lemmon Survey          |
| 725283 | 2008 VF12                | 27 settembre 2008 | Mount Lemmon Survey          |
| 725284 | 2008 VP24                | 1 novembre 2008   | Spacewatch                   |
| 725285 | 2008 VX27                | 2 novembre 2008   | Spacewatch                   |
| 725286 | 2008 VC30                | 25 ottobre 2008   | Spacewatch                   |
| 725287 | 2008 VL32                | 25 aprile 2007    | Spacewatch                   |
| 725288 | 2008 VY32                | 2 novembre 2008   | Mount Lemmon Survey          |
| 725289 | 2008 VK37                | 2 novembre 2008   | Mount Lemmon Survey          |
| 725290 | 2008 VV37                | 27 settembre 2008 | Mount Lemmon Survey          |
| 725291 | 2008 VU40                | 26 ottobre 2008   | Spacewatch                   |
| 725292 | 2008 VM46                | 20 ottobre 2008   | Spacewatch                   |
| 725293 | 2008 VL48                | 3 novembre 2008   | Spacewatch                   |
| 725294 | 2008 VB54                | 6 novembre 2008   | Spacewatch                   |
| 725295 | 2008 VD56                | 6 novembre 2008   | Mount Lemmon Survey          |
| 725296 | 2008 VF56                | 6 novembre 2008   | Mount Lemmon Survey          |
| 725297 | 2008 VV56                | 6 novembre 2008   | Mount Lemmon Survey          |
| 725298 | 2008 VM76                | 1 novembre 2008   | Mount Lemmon Survey          |
| 725299 | 2008 VF81                | 24 settembre 2008 | Mount Lemmon Survey          |
| 725300 | 2008 VU81                | 7 novembre 2008   | Mount Lemmon Survey          |

## 725301–725400
| Nome   | Designazione provvisoria | Data di scoperta  | Scopritore          |
| ------ | ------------------------ | ----------------- | ------------------- |
| 725301 | 2008 VW82                | 7 novembre 2008   | Mount Lemmon Survey |
| 725302 | 2008 VW83                | 22 ottobre 2008   | Spacewatch          |
| 725303 | 2008 VO84                | 6 novembre 2008   | Mount Lemmon Survey |
| 725304 | 2008 VU84                | 31 ottobre 2014   | Mount Lemmon Survey |
| 725305 | 2008 VX84                | 6 novembre 2008   | Mount Lemmon Survey |
| 725306 | 2008 VW85                | 18 novembre 1995  | Spacewatch          |
| 725307 | 2008 VZ85                | 27 novembre 2014  | Pan-STARRS          |
| 725308 | 2008 VL86                | 9 settembre 2013  | Pan-STARRS          |
| 725309 | 2008 VM86                | 3 novembre 2008   | Mount Lemmon Survey |
| 725310 | 2008 VP86                | 23 settembre 2012 | Mount Lemmon Survey |
| 725311 | 2008 VM87                | 9 giugno 2011     | Mount Lemmon Survey |
| 725312 | 2008 VJ89                | 5 ottobre 2014    | Mount Lemmon Survey |
| 725313 | 2008 VV89                | 3 novembre 2008   | Mount Lemmon Survey |
| 725314 | 2008 VZ89                | 28 aprile 2017    | Mount Lemmon Survey |
| 725315 | 2008 VB90                | 20 aprile 2017    | Mount Lemmon Survey |
| 725316 | 2008 VU90                | 11 settembre 2002 | NEAT                |
| 725317 | 2008 VY90                | 17 marzo 2016     | Mount Lemmon Survey |
| 725318 | 2008 VE91                | 6 novembre 2008   | Mount Lemmon Survey |
| 725319 | 2008 VF91                | 21 novembre 2017  | Pan-STARRS          |
| 725320 | 2008 VJ91                | 20 dicembre 2014  | Pan-STARRS          |
| 725321 | 2008 VR91                | 3 marzo 2016      | Pan-STARRS          |
| 725322 | 2008 VK92                | 11 ottobre 2012   | Pan-STARRS          |
| 725323 | 2008 VW92                | 10 ottobre 2012   | Spacewatch          |
| 725324 | 2008 VD93                | 19 gennaio 2016   | Pan-STARRS          |
| 725325 | 2008 VP94                | 7 novembre 2012   | Mount Lemmon Survey |
| 725326 | 2008 VX94                | 25 novembre 2009  | Mount Lemmon Survey |
| 725327 | 2008 VC95                | 20 febbraio 2014  | Pan-STARRS          |
| 725328 | 2008 VQ95                | 13 gennaio 2010   | WISE                |
| 725329 | 2008 VR95                | 13 marzo 2016     | Pan-STARRS          |
| 725330 | 2008 VB96                | 26 novembre 2014  | Pan-STARRS          |
| 725331 | 2008 VS96                | 1 novembre 2008   | Mount Lemmon Survey |
| 725332 | 2008 VY96                | 30 gennaio 2004   | Spacewatch          |
| 725333 | 2008 VO98                | 8 novembre 2008   | Spacewatch          |
| 725334 | 2008 VR98                | 1 novembre 2008   | Mount Lemmon Survey |
| 725335 | 2008 VL99                | 3 novembre 2008   | Spacewatch          |
| 725336 | 2008 VJ101               | 1 novembre 2008   | Mount Lemmon Survey |
| 725337 | 2008 VN101               | 1 novembre 2008   | Mount Lemmon Survey |
| 725338 | 2008 VH102               | 2 novembre 2008   | Mount Lemmon Survey |
| 725339 | 2008 VF103               | 6 novembre 2008   | Mount Lemmon Survey |
| 725340 | 2008 WK7                 | 27 ottobre 2008   | Spacewatch          |
| 725341 | 2008 WU8                 | 15 marzo 2007     | Mount Lemmon Survey |
| 725342 | 2008 WQ9                 | 17 novembre 2008  | Spacewatch          |
| 725343 | 2008 WQ12                | 18 novembre 2008  | Spacewatch          |
| 725344 | 2008 WV18                | 8 ottobre 2008    | Spacewatch          |
| 725345 | 2008 WZ26                | 19 dicembre 2004  | Mount Lemmon Survey |
| 725346 | 2008 WG29                | 27 ottobre 2008   | Mount Lemmon Survey |
| 725347 | 2008 WG30                | 19 novembre 2008  | Mount Lemmon Survey |
| 725348 | 2008 WT31                | 19 novembre 2008  | Mount Lemmon Survey |
| 725349 | 2008 WO33                | 1 ottobre 2008    | Mount Lemmon Survey |
| 725350 | 2008 WT33                | 7 ottobre 2008    | Spacewatch          |
| 725351 | 2008 WM37                | 17 novembre 2008  | Spacewatch          |
| 725352 | 2008 WX42                | 3 ottobre 2008    | Mount Lemmon Survey |
| 725353 | 2008 WX47                | 6 novembre 2008   | Mount Lemmon Survey |
| 725354 | 2008 WJ49                | 18 novembre 2008  | Spacewatch          |
| 725355 | 2008 WA51                | 18 novembre 2008  | Spacewatch          |
| 725356 | 2008 WE51                | 27 ottobre 2008   | Spacewatch          |
| 725357 | 2008 WJ53                | 19 novembre 2008  | Spacewatch          |
| 725358 | 2008 WH55                | 20 novembre 2008  | Spacewatch          |
| 725359 | 2008 WV55                | 1 novembre 2008   | Mount Lemmon Survey |
| 725360 | 2008 WW55                | 26 settembre 2003 | SDSS Collaboration  |
| 725361 | 2008 WE57                | 31 ottobre 2008   | Spacewatch          |
| 725362 | 2008 WB66                | 20 settembre 2008 | Spacewatch          |
| 725363 | 2008 WA70                | 18 novembre 2008  | Spacewatch          |
| 725364 | 2008 WP70                | 18 novembre 2008  | Spacewatch          |
| 725365 | 2008 WK74                | 19 novembre 2008  | Mount Lemmon Survey |
| 725366 | 2008 WV78                | 20 novembre 2008  | Spacewatch          |
| 725367 | 2008 WQ79                | 8 marzo 2005      | Mount Lemmon Survey |
| 725368 | 2008 WT82                | 20 novembre 2008  | Spacewatch          |
| 725369 | 2008 WZ84                | 20 novembre 2008  | Spacewatch          |
| 725370 | 2008 WR89                | 22 novembre 2008  | Spacewatch          |
| 725371 | 2008 WZ90                | 21 ottobre 2003   | Spacewatch          |
| 725372 | 2008 WM100               | 24 novembre 2008  | Mount Lemmon Survey |
| 725373 | 2008 WK102               | 31 ottobre 2008   | Spacewatch          |
| 725374 | 2008 WW103               | 6 ottobre 2008    | Mount Lemmon Survey |
| 725375 | 2008 WD107               | 30 novembre 2008  | Spacewatch          |
| 725376 | 2008 WJ111               | 30 ottobre 2008   | Spacewatch          |
| 725377 | 2008 WP114               | 30 ottobre 2008   | Spacewatch          |
| 725378 | 2008 WH115               | 30 novembre 2008  | Mount Lemmon Survey |
| 725379 | 2008 WU118               | 21 novembre 2008  | Spacewatch          |
| 725380 | 2008 WW121               | 19 novembre 2008  | Spacewatch          |
| 725381 | 2008 WN127               | 2 ottobre 2008    | Mount Lemmon Survey |
| 725382 | 2008 WK128               | 21 novembre 2008  | Spacewatch          |
| 725383 | 2008 WM128               | 13 ottobre 2007   | Mount Lemmon Survey |
| 725384 | 2008 WH130               | 21 novembre 2008  | Spacewatch          |
| 725385 | 2008 WR136               | 20 novembre 2008  | LINEAR              |
| 725386 | 2008 WN142               | 23 settembre 2011 | Pan-STARRS          |
| 725387 | 2008 WD145               | 17 novembre 2008  | Spacewatch          |
| 725388 | 2008 WG145               | 19 novembre 2008  | Spacewatch          |
| 725389 | 2008 WP145               | 24 novembre 2008  | Mount Lemmon Survey |
| 725390 | 2008 WW145               | 6 aprile 2011     | Mount Lemmon Survey |
| 725391 | 2008 WY145               | 18 novembre 2008  | Spacewatch          |
| 725392 | 2008 WD146               | 27 febbraio 2014  | Spacewatch          |
| 725393 | 2008 WS146               | 21 novembre 2008  | Spacewatch          |
| 725394 | 2008 WF147               | 28 gennaio 2014   | Spacewatch          |
| 725395 | 2008 WK147               | 18 novembre 2008  | Spacewatch          |
| 725396 | 2008 WV148               | 19 novembre 2008  | Spacewatch          |
| 725397 | 2008 WC149               | 1 aprile 2011     | Mount Lemmon Survey |
| 725398 | 2008 WF149               | 25 ottobre 2016   | Mount Lemmon Survey |
| 725399 | 2008 WL149               | 21 novembre 2008  | Mount Lemmon Survey |
| 725400 | 2008 WM149               | 18 gennaio 2010   | WISE                |

## 725401–725500
| Nome   | Designazione provvisoria | Data di scoperta  | Scopritore               |
| ------ | ------------------------ | ----------------- | ------------------------ |
| 725401 | 2008 WP149               | 11 gennaio 2018   | Pan-STARRS               |
| 725402 | 2008 WQ149               | 21 novembre 2008  | Mount Lemmon Survey      |
| 725403 | 2008 WV149               | 25 aprile 2015    | Pan-STARRS               |
| 725404 | 2008 WZ149               | 26 novembre 2014  | Pan-STARRS               |
| 725405 | 2008 WP150               | 7 ottobre 2012    | Pan-STARRS               |
| 725406 | 2008 WN152               | 8 novembre 2013   | Mount Lemmon Survey      |
| 725407 | 2008 WC153               | 27 settembre 2016 | Pan-STARRS               |
| 725408 | 2008 WG153               | 19 novembre 2008  | Spacewatch               |
| 725409 | 2008 WU153               | 4 aprile 2011     | Mount Lemmon Survey      |
| 725410 | 2008 WA154               | 22 settembre 2016 | Mount Lemmon Survey      |
| 725411 | 2008 WV154               | 20 novembre 2008  | Mount Lemmon Survey      |
| 725412 | 2008 WE155               | 5 ottobre 2016    | Mount Lemmon Survey      |
| 725413 | 2008 WK155               | 11 febbraio 2016  | Pan-STARRS               |
| 725414 | 2008 WK156               | 30 novembre 2008  | Mount Lemmon Survey      |
| 725415 | 2008 WL156               | 24 novembre 2008  | Spacewatch               |
| 725416 | 2008 WH157               | 21 novembre 2008  | Spacewatch               |
| 725417 | 2008 WK158               | 19 novembre 2008  | Mount Lemmon Survey      |
| 725418 | 2008 WQ158               | 20 novembre 2008  | Spacewatch               |
| 725419 | 2008 WX158               | 22 novembre 2008  | Mount Lemmon Survey      |
| 725420 | 2008 WQ159               | 20 novembre 2008  | Mount Lemmon Survey      |
| 725421 | 2008 WU162               | 18 novembre 2008  | Spacewatch               |
| 725422 | 2008 WW162               | 24 novembre 2008  | Mount Lemmon Survey      |
| 725423 | 2008 XP8                 | 8 giugno 2005     | Spacewatch               |
| 725424 | 2008 XM9                 | 7 novembre 2008   | Mount Lemmon Survey      |
| 725425 | 2008 XG10                | 2 dicembre 2008   | Spacewatch               |
| 725426 | 2008 XZ11                | 4 settembre 2007  | Mount Lemmon Survey      |
| 725427 | 2008 XC12                | 23 maggio 1998    | Spacewatch               |
| 725428 | 2008 XN18                | 1 dicembre 2008   | Spacewatch               |
| 725429 | 2008 XV19                | 1 dicembre 2008   | Mount Lemmon Survey      |
| 725430 | 2008 XL23                | 25 ottobre 2008   | Spacewatch               |
| 725431 | 2008 XS23                | 7 novembre 2008   | Spacewatch               |
| 725432 | 2008 XA25                | 4 dicembre 2008   | Mount Lemmon Survey      |
| 725433 | 2008 XP26                | 31 ottobre 2008   | Spacewatch               |
| 725434 | 2008 XV27                | 25 ottobre 2008   | Spacewatch               |
| 725435 | 2008 XV32                | 25 ottobre 2008   | Spacewatch               |
| 725436 | 2008 XU33                | 2 dicembre 2008   | Spacewatch               |
| 725437 | 2008 XA34                | 6 novembre 2008   | Spacewatch               |
| 725438 | 2008 XS37                | 2 dicembre 2008   | Spacewatch               |
| 725439 | 2008 XJ38                | 2 dicembre 2008   | Spacewatch               |
| 725440 | 2008 XK39                | 18 settembre 2001 | SDSS Collaboration       |
| 725441 | 2008 XM40                | 2 dicembre 2008   | Spacewatch               |
| 725442 | 2008 XM46                | 4 aprile 2002     | Spacewatch               |
| 725443 | 2008 XB51                | 24 novembre 2008  | Spacewatch               |
| 725444 | 2008 XX57                | 20 maggio 2012    | Mount Lemmon Survey      |
| 725445 | 2008 XZ57                | 13 gennaio 2016   | Pan-STARRS               |
| 725446 | 2008 XM58                | 26 ottobre 2013   | CSS                      |
| 725447 | 2008 XQ58                | 24 maggio 2011    | Pan-STARRS               |
| 725448 | 2008 XA59                | 29 aprile 2011    | Mount Lemmon Survey      |
| 725449 | 2008 XO59                | 3 dicembre 2008   | Spacewatch               |
| 725450 | 2008 XP59                | 4 dicembre 2008   | Mount Lemmon Survey      |
| 725451 | 2008 XR59                | 2 dicembre 2008   | Mount Lemmon Survey      |
| 725452 | 2008 XD60                | 26 giugno 2015    | Pan-STARRS               |
| 725453 | 2008 XK60                | 2 dicembre 2008   | Mount Lemmon Survey      |
| 725454 | 2008 XB61                | 24 novembre 2008  | Spacewatch               |
| 725455 | 2008 XW61                | 5 dicembre 2008   | Spacewatch               |
| 725456 | 2008 XX61                | 14 aprile 2011    | Mount Lemmon Survey      |
| 725457 | 2008 XZ61                | 20 ottobre 2012   | Pan-STARRS               |
| 725458 | 2008 XU62                | 1 ottobre 2011    | W. Bickel                |
| 725459 | 2008 XX62                | 2 dicembre 2008   | Mount Lemmon Survey      |
| 725460 | 2008 XM63                | 10 febbraio 2014  | Pan-STARRS               |
| 725461 | 2008 XH64                | 26 agosto 2016    | Pan-STARRS               |
| 725462 | 2008 XY64                | 12 aprile 2018    | Pan-STARRS               |
| 725463 | 2008 XX65                | 1 dicembre 2008   | Spacewatch               |
| 725464 | 2008 XY65                | 5 dicembre 2008   | Spacewatch               |
| 725465 | 2008 XF68                | 3 dicembre 2008   | Mount Lemmon Survey      |
| 725466 | 2008 XV68                | 3 dicembre 2008   | CSS                      |
| 725467 | 2008 YZ3                 | 22 dicembre 2008  | F. Hormuth               |
| 725468 | 2008 YS6                 | 22 dicembre 2008  | C. Rinner, F. Kugel      |
| 725469 | 2008 YH10                | 20 dicembre 2008  | Mount Lemmon Survey      |
| 725470 | 2008 YC11                | 20 dicembre 2008  | Mount Lemmon Survey      |
| 725471 | 2008 YQ12                | 21 dicembre 2008  | Mount Lemmon Survey      |
| 725472 | 2008 YE13                | 21 dicembre 2008  | Spacewatch               |
| 725473 | 2008 YP19                | 21 dicembre 2008  | Mount Lemmon Survey      |
| 725474 | 2008 YC22                | 21 dicembre 2008  | Mount Lemmon Survey      |
| 725475 | 2008 YK26                | 23 dicembre 2008  | C. Rinner, F. Kugel      |
| 725476 | 2008 YO37                | 22 dicembre 2008  | Spacewatch               |
| 725477 | 2008 YG39                | 29 dicembre 2008  | Mount Lemmon Survey      |
| 725478 | 2008 YR39                | 29 dicembre 2008  | Mount Lemmon Survey      |
| 725479 | 2008 YN41                | 7 novembre 2008   | Mount Lemmon Survey      |
| 725480 | 2008 YK43                | 21 novembre 2008  | Spacewatch               |
| 725481 | 2008 YZ45                | 29 dicembre 2008  | Mount Lemmon Survey      |
| 725482 | 2008 YQ49                | 29 dicembre 2008  | Mount Lemmon Survey      |
| 725483 | 2008 YN50                | 29 dicembre 2008  | Mount Lemmon Survey      |
| 725484 | 2008 YJ55                | 29 dicembre 2008  | Mount Lemmon Survey      |
| 725485 | 2008 YQ56                | 7 gennaio 2005    | A. Boattini, A. Di Paola |
| 725486 | 2008 YQ58                | 30 dicembre 2008  | Spacewatch               |
| 725487 | 2008 YZ59                | 24 aprile 2006    | Spacewatch               |
| 725488 | 2008 YC66                | 25 dicembre 2008  | R. Ferrando, M. Ferrando |
| 725489 | 2008 YG66                | 10 ottobre 2007   | R. A. Tucker             |
| 725490 | 2008 YK69                | 19 novembre 2008  | Mount Lemmon Survey      |
| 725491 | 2008 YP72                | 19 novembre 2008  | Spacewatch               |
| 725492 | 2008 YW72                | 30 dicembre 2008  | Spacewatch               |
| 725493 | 2008 YG73                | 22 dicembre 2008  | Spacewatch               |
| 725494 | 2008 YN75                | 28 settembre 2003 | Spacewatch               |
| 725495 | 2008 YY76                | 5 ottobre 2003    | Spacewatch               |
| 725496 | 2008 YB79                | 30 dicembre 2008  | Mount Lemmon Survey      |
| 725497 | 2008 YP81                | 31 dicembre 2008  | Spacewatch               |
| 725498 | 2008 YF87                | 29 dicembre 2008  | Spacewatch               |
| 725499 | 2008 YC88                | 21 dicembre 2008  | Spacewatch               |
| 725500 | 2008 YL90                | 29 dicembre 2008  | Spacewatch               |

## 725501–725600
| Nome   | Designazione provvisoria | Data di scoperta  | Scopritore          |
| ------ | ------------------------ | ----------------- | ------------------- |
| 725501 | 2008 YH92                | 29 dicembre 2008  | Spacewatch          |
| 725502 | 2008 YU95                | 29 dicembre 2008  | Spacewatch          |
| 725503 | 2008 YB97                | 8 ottobre 2007    | Mount Lemmon Survey |
| 725504 | 2008 YF98                | 11 settembre 2007 | Mount Lemmon Survey |
| 725505 | 2008 YT104               | 22 dicembre 2008  | Spacewatch          |
| 725506 | 2008 YK106               | 29 dicembre 2008  | Spacewatch          |
| 725507 | 2008 YA107               | 22 dicembre 2008  | Spacewatch          |
| 725508 | 2008 YH107               | 29 dicembre 2008  | Spacewatch          |
| 725509 | 2008 YO115               | 21 dicembre 2008  | Spacewatch          |
| 725510 | 2008 YP115               | 21 dicembre 2008  | Spacewatch          |
| 725511 | 2008 YM122               | 22 dicembre 2008  | Spacewatch          |
| 725512 | 2008 YT124               | 30 dicembre 2008  | Spacewatch          |
| 725513 | 2008 YV125               | 30 dicembre 2008  | Spacewatch          |
| 725514 | 2008 YW137               | 22 dicembre 2008  | Mount Lemmon Survey |
| 725515 | 2008 YV139               | 30 dicembre 2008  | Spacewatch          |
| 725516 | 2008 YX142               | 22 dicembre 2008  | Spacewatch          |
| 725517 | 2008 YN143               | 22 dicembre 2008  | Mount Lemmon Survey |
| 725518 | 2008 YV147               | 31 dicembre 2008  | Spacewatch          |
| 725519 | 2008 YR149               | 29 ottobre 2003   | Spacewatch          |
| 725520 | 2008 YA150               | 21 dicembre 2008  | Mount Lemmon Survey |
| 725521 | 2008 YF157               | 29 dicembre 2008  | Mount Lemmon Survey |
| 725522 | 2008 YQ162               | 22 dicembre 2008  | Mount Lemmon Survey |
| 725523 | 2008 YE163               | 14 maggio 2005    | Spacewatch          |
| 725524 | 2008 YP169               | 30 dicembre 2008  | Mount Lemmon Survey |
| 725525 | 2008 YT170               | 1 gennaio 2009    | Mount Lemmon Survey |
| 725526 | 2008 YJ176               | 21 ottobre 2012   | Mount Lemmon Survey |
| 725527 | 2008 YK176               | 22 luglio 2011    | Pan-STARRS          |
| 725528 | 2008 YF177               | 22 dicembre 2008  | Mount Lemmon Survey |
| 725529 | 2008 YQ177               | 30 dicembre 2008  | Mount Lemmon Survey |
| 725530 | 2008 YH178               | 25 marzo 2014     | Mount Lemmon Survey |
| 725531 | 2008 YK178               | 24 gennaio 2014   | Pan-STARRS          |
| 725532 | 2008 YR178               | 10 aprile 2014    | Pan-STARRS          |
| 725533 | 2008 YT178               | 26 novembre 2014  | Pan-STARRS          |
| 725534 | 2008 YN179               | 30 dicembre 2008  | Mount Lemmon Survey |
| 725535 | 2008 YS179               | 27 novembre 2013  | Pan-STARRS          |
| 725536 | 2008 YR180               | 6 dicembre 2008   | Spacewatch          |
| 725537 | 2008 YP182               | 30 dicembre 2008  | Spacewatch          |
| 725538 | 2008 YE185               | 22 maggio 2015    | Pan-STARRS          |
| 725539 | 2008 YF185               | 14 ottobre 2012   | Spacewatch          |
| 725540 | 2008 YK185               | 29 dicembre 2008  | Mount Lemmon Survey |
| 725541 | 2008 YQ186               | 31 dicembre 2008  | Spacewatch          |
| 725542 | 2008 YK187               | 22 dicembre 2008  | Spacewatch          |
| 725543 | 2008 YB189               | 22 dicembre 2008  | Spacewatch          |
| 725544 | 2008 YK189               | 22 dicembre 2008  | Spacewatch          |
| 725545 | 2008 YL191               | 22 dicembre 2008  | Spacewatch          |
| 725546 | 2008 YE192               | 18 dicembre 2004  | Mount Lemmon Survey |
| 725547 | 2008 YW192               | 30 dicembre 2008  | Mount Lemmon Survey |
| 725548 | 2008 YM195               | 29 dicembre 2008  | Spacewatch          |
| 725549 | 2009 AF2                 | 1 gennaio 2009    | Osservatorio Jarnac |
| 725550 | 2009 AL4                 | 22 dicembre 2008  | Spacewatch          |
| 725551 | 2009 AM6                 | 1 gennaio 2009    | Spacewatch          |
| 725552 | 2009 AB7                 | 7 novembre 2008   | Mount Lemmon Survey |
| 725553 | 2009 AZ7                 | 2 novembre 2007   | Mount Lemmon Survey |
| 725554 | 2009 AS8                 | 1 gennaio 2009    | Spacewatch          |
| 725555 | 2009 AY8                 | 28 ottobre 2008   | Spacewatch          |
| 725556 | 2009 AP22                | 3 gennaio 2009    | Spacewatch          |
| 725557 | 2009 AN26                | 2 gennaio 2009    | Spacewatch          |
| 725558 | 2009 AO31                | 15 gennaio 2009   | Spacewatch          |
| 725559 | 2009 AF33                | 30 dicembre 2008  | Mount Lemmon Survey |
| 725560 | 2009 AX34                | 1 dicembre 2008   | Spacewatch          |
| 725561 | 2009 AL39                | 31 dicembre 2008  | Spacewatch          |
| 725562 | 2009 AO52                | 7 gennaio 2009    | Spacewatch          |
| 725563 | 2009 AZ53                | 2 gennaio 2009    | Mount Lemmon Survey |
| 725564 | 2009 AL55                | 1 gennaio 2009    | Spacewatch          |
| 725565 | 2009 AN55                | 2 gennaio 2009    | Mount Lemmon Survey |
| 725566 | 2009 AQ56                | 28 novembre 2013  | Spacewatch          |
| 725567 | 2009 AR56                | 13 settembre 2007 | CSS                 |
| 725568 | 2009 AS56                | 4 giugno 2011     | Mount Lemmon Survey |
| 725569 | 2009 AH57                | 5 aprile 2014     | Pan-STARRS          |
| 725570 | 2009 AY57                | 3 dicembre 2008   | Mount Lemmon Survey |
| 725571 | 2009 AF58                | 22 novembre 2017  | Pan-STARRS          |
| 725572 | 2009 AP59                | 3 gennaio 2009    | Mount Lemmon Survey |
| 725573 | 2009 AJ61                | 3 gennaio 2009    | Mount Lemmon Survey |
| 725574 | 2009 AJ62                | 1 gennaio 2009    | Spacewatch          |
| 725575 | 2009 AW64                | 2 gennaio 2009    | Mount Lemmon Survey |
| 725576 | 2009 AZ64                | 3 gennaio 2009    | Spacewatch          |
| 725577 | 2009 AN65                | 2 gennaio 2009    | Spacewatch          |
| 725578 | 2009 AV65                | 2 gennaio 2009    | Spacewatch          |
| 725579 | 2009 AX65                | 1 gennaio 2009    | Spacewatch          |
| 725580 | 2009 BR                  | 16 gennaio 2009   | F. Hormuth          |
| 725581 | 2009 BF3                 | 30 dicembre 2008  | PMO NEO             |
| 725582 | 2009 BG4                 | 24 ottobre 2008   | Mount Lemmon Survey |
| 725583 | 2009 BA6                 | 24 novembre 2008  | CSS                 |
| 725584 | 2009 BG12                | 30 novembre 2008  | Spacewatch          |
| 725585 | 2009 BQ15                | 2 gennaio 2009    | Mount Lemmon Survey |
| 725586 | 2009 BO20                | 29 dicembre 2008  | Spacewatch          |
| 725587 | 2009 BV33                | 2 gennaio 2009    | Mount Lemmon Survey |
| 725588 | 2009 BV35                | 1 gennaio 2009    | Mount Lemmon Survey |
| 725589 | 2009 BX35                | 16 gennaio 2009   | Spacewatch          |
| 725590 | 2009 BD39                | 16 gennaio 2009   | Spacewatch          |
| 725591 | 2009 BN39                | 16 gennaio 2009   | Spacewatch          |
| 725592 | 2009 BY39                | 24 ottobre 2003   | SDSS Collaboration  |
| 725593 | 2009 BP41                | 16 gennaio 2009   | Spacewatch          |
| 725594 | 2009 BU42                | 16 gennaio 2009   | Spacewatch          |
| 725595 | 2009 BF46                | 16 gennaio 2009   | Spacewatch          |
| 725596 | 2009 BG54                | 1 gennaio 2009    | Mount Lemmon Survey |
| 725597 | 2009 BF61                | 18 gennaio 2009   | CSS                 |
| 725598 | 2009 BR71                | 25 gennaio 2009   | Spacewatch          |
| 725599 | 2009 BO72                | 9 ottobre 2007    | Spacewatch          |
| 725600 | 2009 BS73                | 24 novembre 2008  | Mount Lemmon Survey |

## 725601–725700
| Nome   | Designazione provvisoria | Data di scoperta  | Scopritore                |
| ------ | ------------------------ | ----------------- | ------------------------- |
| 725601 | 2009 BX76                | 28 gennaio 2009   | CSS                       |
| 725602 | 2009 BC81                | 25 gennaio 2012   | Pan-STARRS                |
| 725603 | 2009 BY95                | 1 gennaio 2009    | Spacewatch                |
| 725604 | 2009 BZ96                | 25 gennaio 2009   | Spacewatch                |
| 725605 | 2009 BU102               | 30 gennaio 2009   | Mount Lemmon Survey       |
| 725606 | 2009 BT103               | 25 gennaio 2009   | Spacewatch                |
| 725607 | 2009 BH105               | 20 gennaio 2009   | Spacewatch                |
| 725608 | 2009 BJ108               | 29 gennaio 2009   | Mount Lemmon Survey       |
| 725609 | 2009 BH109               | 20 gennaio 2009   | Mount Lemmon Survey       |
| 725610 | 2009 BE111               | 24 novembre 2008  | Mount Lemmon Survey       |
| 725611 | 2009 BK114               | 26 gennaio 2009   | Spacewatch                |
| 725612 | 2009 BT115               | 31 dicembre 2008  | Mount Lemmon Survey       |
| 725613 | 2009 BW116               | 29 ottobre 2008   | Spacewatch                |
| 725614 | 2009 BD127               | 29 gennaio 2009   | Spacewatch                |
| 725615 | 2009 BK136               | 13 gennaio 1996   | Spacewatch                |
| 725616 | 2009 BB137               | 29 gennaio 2009   | Spacewatch                |
| 725617 | 2009 BY139               | 29 gennaio 2009   | Spacewatch                |
| 725618 | 2009 BS143               | 30 gennaio 2009   | Spacewatch                |
| 725619 | 2009 BU143               | 30 gennaio 2009   | Spacewatch                |
| 725620 | 2009 BP144               | 16 gennaio 2009   | Spacewatch                |
| 725621 | 2009 BL145               | 30 gennaio 2009   | Spacewatch                |
| 725622 | 2009 BU145               | 20 gennaio 2009   | Spacewatch                |
| 725623 | 2009 BV145               | 30 gennaio 2009   | Spacewatch                |
| 725624 | 2009 BA148               | 30 gennaio 2009   | Mount Lemmon Survey       |
| 725625 | 2009 BQ150               | 27 gennaio 2009   | PMO NEO                   |
| 725626 | 2009 BU155               | 16 gennaio 2009   | Mount Lemmon Survey       |
| 725627 | 2009 BS162               | 31 gennaio 2009   | Spacewatch                |
| 725628 | 2009 BM163               | 31 gennaio 2009   | Spacewatch                |
| 725629 | 2009 BU164               | 12 ottobre 2007   | Spacewatch                |
| 725630 | 2009 BD165               | 31 gennaio 2009   | Spacewatch                |
| 725631 | 2009 BM166               | 31 gennaio 2009   | Mount Lemmon Survey       |
| 725632 | 2009 BE168               | 1 febbraio 2009   | Mount Lemmon Survey       |
| 725633 | 2009 BQ168               | 1 febbraio 2009   | Mount Lemmon Survey       |
| 725634 | 2009 BT171               | 17 gennaio 2009   | Spacewatch                |
| 725635 | 2009 BK176               | 31 gennaio 2009   | Spacewatch                |
| 725636 | 2009 BU184               | 18 gennaio 2009   | LINEAR                    |
| 725637 | 2009 BT185               | 20 gennaio 2009   | CSS                       |
| 725638 | 2009 BA189               | 20 gennaio 2009   | CSS                       |
| 725639 | 2009 BQ192               | 20 gennaio 2009   | W. Bickel                 |
| 725640 | 2009 BQ193               | 30 gennaio 2009   | SSS                       |
| 725641 | 2009 BT193               | 31 gennaio 2009   | Mount Lemmon Survey       |
| 725642 | 2009 BT195               | 18 settembre 2011 | Mount Lemmon Survey       |
| 725643 | 2009 BW195               | 25 luglio 2010    | WISE                      |
| 725644 | 2009 BC196               | 17 aprile 2012    | Spacewatch                |
| 725645 | 2009 BQ196               | 7 aprile 2014     | Mount Lemmon Survey       |
| 725646 | 2009 BZ198               | 20 gennaio 2009   | Spacewatch                |
| 725647 | 2009 BA199               | 4 aprile 2014     | Spacewatch                |
| 725648 | 2009 BD199               | 31 gennaio 2009   | Mount Lemmon Survey       |
| 725649 | 2009 BR199               | 31 gennaio 2009   | Mount Lemmon Survey       |
| 725650 | 2009 BZ199               | 19 gennaio 2009   | Mount Lemmon Survey       |
| 725651 | 2009 BF200               | 20 maggio 2014    | Pan-STARRS                |
| 725652 | 2009 BJ200               | 7 giugno 1994     | Spacewatch                |
| 725653 | 2009 BL200               | 31 gennaio 2009   | Mount Lemmon Survey       |
| 725654 | 2009 BN200               | 20 gennaio 2009   | Mount Lemmon Survey       |
| 725655 | 2009 BO200               | 21 giugno 2010    | Mount Lemmon Survey       |
| 725656 | 2009 BB201               | 29 novembre 2013  | Mount Lemmon Survey       |
| 725657 | 2009 BQ201               | 20 gennaio 2018   | Pan-STARRS                |
| 725658 | 2009 BX201               | 23 gennaio 2018   | Mount Lemmon Survey       |
| 725659 | 2009 BZ201               | 29 gennaio 2009   | Spacewatch                |
| 725660 | 2009 BC203               | 18 febbraio 2015  | Pan-STARRS                |
| 725661 | 2009 BD203               | 17 gennaio 2009   | Mount Lemmon Survey       |
| 725662 | 2009 BZ203               | 18 gennaio 2009   | Spacewatch                |
| 725663 | 2009 BC204               | 16 febbraio 2015  | Pan-STARRS                |
| 725664 | 2009 BF204               | 29 novembre 2013  | Pan-STARRS                |
| 725665 | 2009 BU205               | 25 gennaio 2009   | Spacewatch                |
| 725666 | 2009 BZ208               | 20 gennaio 2009   | Spacewatch                |
| 725667 | 2009 BP209               | 26 gennaio 2009   | Mount Lemmon Survey       |
| 725668 | 2009 BW209               | 20 gennaio 2009   | Spacewatch                |
| 725669 | 2009 BQ210               | 20 gennaio 2009   | Spacewatch                |
| 725670 | 2009 BR211               | 31 gennaio 2009   | Mount Lemmon Survey       |
| 725671 | 2009 BT211               | 25 gennaio 2009   | Spacewatch                |
| 725672 | 2009 BX213               | 20 gennaio 2009   | Spacewatch                |
| 725673 | 2009 BQ217               | 20 gennaio 2009   | Mount Lemmon Survey       |
| 725674 | 2009 CC                  | 2 febbraio 2009   | Mount Lemmon Survey       |
| 725675 | 2009 CX                  | 22 dicembre 2008  | Mount Lemmon Survey       |
| 725676 | 2009 CF3                 | 3 febbraio 2009   | Alianza S4 Obs.           |
| 725677 | 2009 CG3                 | 1 gennaio 2008    | Mount Lemmon Survey       |
| 725678 | 2009 CN3                 | 2 febbraio 2009   | K. Černis, J. Zdanavičius |
| 725679 | 2009 CC5                 | 12 febbraio 2009  | F. Hormuth, J. C. Datson  |
| 725680 | 2009 CA12                | 16 settembre 2003 | Spacewatch                |
| 725681 | 2009 CL13                | 12 ottobre 2007   | Mount Lemmon Survey       |
| 725682 | 2009 CB16                | 10 maggio 2005    | Spacewatch                |
| 725683 | 2009 CW16                | 1 febbraio 2009   | Mount Lemmon Survey       |
| 725684 | 2009 CF17                | 12 settembre 2007 | Mount Lemmon Survey       |
| 725685 | 2009 CL17                | 3 febbraio 2009   | Mount Lemmon Survey       |
| 725686 | 2009 CL18                | 3 febbraio 2009   | Mount Lemmon Survey       |
| 725687 | 2009 CV23                | 1 febbraio 2009   | Spacewatch                |
| 725688 | 2009 CE25                | 1 febbraio 2009   | Spacewatch                |
| 725689 | 2009 CS27                | 1 febbraio 2009   | Spacewatch                |
| 725690 | 2009 CE34                | 11 ottobre 2007   | CSS                       |
| 725691 | 2009 CD36                | 17 gennaio 2009   | Spacewatch                |
| 725692 | 2009 CA40                | 5 febbraio 2009   | Spacewatch                |
| 725693 | 2009 CC40                | 14 febbraio 2009  | Mount Lemmon Survey       |
| 725694 | 2009 CQ40                | 25 gennaio 2009   | Spacewatch                |
| 725695 | 2009 CP41                | 13 febbraio 2009  | Spacewatch                |
| 725696 | 2009 CQ41                | 29 gennaio 2009   | Spacewatch                |
| 725697 | 2009 CW41                | 24 settembre 2007 | Spacewatch                |
| 725698 | 2009 CL43                | 14 febbraio 2009  | Spacewatch                |
| 725699 | 2009 CC46                | 3 gennaio 2009    | Spacewatch                |
| 725700 | 2009 CK47                | 14 aprile 2004    | Spacewatch                |

## 725701–725800
| Nome   | Designazione provvisoria | Data di scoperta  | Scopritore          |
| ------ | ------------------------ | ----------------- | ------------------- |
| 725701 | 2009 CY47                | 28 settembre 2003 | Spacewatch          |
| 725702 | 2009 CJ56                | 2 febbraio 2009   | Mount Lemmon Survey |
| 725703 | 2009 CK59                | 14 febbraio 2009  | Spacewatch          |
| 725704 | 2009 CR61                | 12 ottobre 2007   | Mount Lemmon Survey |
| 725705 | 2009 CX63                | 1 febbraio 2009   | Spacewatch          |
| 725706 | 2009 CH64                | 11 marzo 2005     | Mount Lemmon Survey |
| 725707 | 2009 CO67                | 1 febbraio 2009   | Spacewatch          |
| 725708 | 2009 CR67                | 20 maggio 2010    | WISE                |
| 725709 | 2009 CE68                | 24 luglio 2010    | WISE                |
| 725710 | 2009 CG68                | 3 febbraio 2009   | Mount Lemmon Survey |
| 725711 | 2009 CS68                | 7 maggio 2014     | Pan-STARRS          |
| 725712 | 2009 CU68                | 29 gennaio 2015   | Pan-STARRS          |
| 725713 | 2009 CD71                | 2 aprile 2005     | SSS                 |
| 725714 | 2009 CL71                | 1 febbraio 2009   | Spacewatch          |
| 725715 | 2009 CM71                | 28 ottobre 2017   | Pan-STARRS          |
| 725716 | 2009 CO71                | 25 luglio 2015    | Pan-STARRS          |
| 725717 | 2009 CB74                | 28 novembre 2013  | Mount Lemmon Survey |
| 725718 | 2009 CE74                | 5 febbraio 2009   | Spacewatch          |
| 725719 | 2009 CZ74                | 1 febbraio 2009   | Spacewatch          |
| 725720 | 2009 CF80                | 4 febbraio 2009   | Mount Lemmon Survey |
| 725721 | 2009 DM4                 | 27 gennaio 2006   | Mount Lemmon Survey |
| 725722 | 2009 DG6                 | 1 gennaio 2009    | Mount Lemmon Survey |
| 725723 | 2009 DC7                 | 16 gennaio 2009   | Mount Lemmon Survey |
| 725724 | 2009 DG10                | 4 febbraio 2009   | Mount Lemmon Survey |
| 725725 | 2009 DA13                | 27 agosto 2006    | Spacewatch          |
| 725726 | 2009 DN18                | 11 gennaio 2003   | Spacewatch          |
| 725727 | 2009 DC19                | 20 febbraio 2009  | Spacewatch          |
| 725728 | 2009 DC25                | 14 febbraio 2009  | Mount Lemmon Survey |
| 725729 | 2009 DF27                | 22 febbraio 2009  | F. Hormuth          |
| 725730 | 2009 DS27                | 22 febbraio 2009  | F. Hormuth          |
| 725731 | 2009 DM28                | 26 novembre 2003  | Spacewatch          |
| 725732 | 2009 DZ28                | 23 febbraio 2009  | F. Hormuth          |
| 725733 | 2009 DH30                | 23 febbraio 2009  | F. Hormuth          |
| 725734 | 2009 DB33                | 20 febbraio 2009  | Spacewatch          |
| 725735 | 2009 DH33                | 20 febbraio 2009  | Spacewatch          |
| 725736 | 2009 DD37                | 4 ottobre 2007    | Mount Lemmon Survey |
| 725737 | 2009 DU39                | 3 febbraio 2009   | Mount Lemmon Survey |
| 725738 | 2009 DA58                | 29 luglio 2005    | NEAT                |
| 725739 | 2009 DE59                | 22 febbraio 2009  | Spacewatch          |
| 725740 | 2009 DK62                | 5 febbraio 2009   | Spacewatch          |
| 725741 | 2009 DL62                | 31 gennaio 2009   | Spacewatch          |
| 725742 | 2009 DW62                | 22 febbraio 2009  | Spacewatch          |
| 725743 | 2009 DY62                | 22 febbraio 2009  | Spacewatch          |
| 725744 | 2009 DQ64                | 22 febbraio 2009  | Spacewatch          |
| 725745 | 2009 DY65                | 20 novembre 2007  | Mount Lemmon Survey |
| 725746 | 2009 DP75                | 15 novembre 2007  | CSS                 |
| 725747 | 2009 DL76                | 30 gennaio 2009   | Spacewatch          |
| 725748 | 2009 DQ76                | 21 febbraio 2009  | Mount Lemmon Survey |
| 725749 | 2009 DN87                | 27 febbraio 2009  | Spacewatch          |
| 725750 | 2009 DH88                | 22 febbraio 2009  | Spacewatch          |
| 725751 | 2009 DE90                | 25 gennaio 2009   | Spacewatch          |
| 725752 | 2009 DY90                | 16 gennaio 2009   | Spacewatch          |
| 725753 | 2009 DH91                | 4 ottobre 2007    | Spacewatch          |
| 725754 | 2009 DD98                | 30 dicembre 2008  | Mount Lemmon Survey |
| 725755 | 2009 DY99                | 3 marzo 2000      | SDSS Collaboration  |
| 725756 | 2009 DR114               | 15 gennaio 2009   | Spacewatch          |
| 725757 | 2009 DL121               | 27 febbraio 2009  | Mount Lemmon Survey |
| 725758 | 2009 DB133               | 26 settembre 2006 | Spacewatch          |
| 725759 | 2009 DW138               | 22 febbraio 2009  | Spacewatch          |
| 725760 | 2009 DM140               | 21 febbraio 2009  | Spacewatch          |
| 725761 | 2009 DU145               | 20 settembre 2015 | Mount Lemmon Survey |
| 725762 | 2009 DC146               | 19 settembre 1998 | SDSS Collaboration  |
| 725763 | 2009 DO146               | 27 febbraio 2009  | CSS                 |
| 725764 | 2009 DW146               | 1 febbraio 2009   | Spacewatch          |
| 725765 | 2009 DB147               | 17 gennaio 2013   | Pan-STARRS          |
| 725766 | 2009 DG147               | 17 gennaio 2009   | Spacewatch          |
| 725767 | 2009 DQ147               | 27 febbraio 2009  | CSS                 |
| 725768 | 2009 DD148               | 20 febbraio 2009  | Spacewatch          |
| 725769 | 2009 DF148               | 11 febbraio 2016  | Pan-STARRS          |
| 725770 | 2009 DG150               | 19 febbraio 2009  | Mount Lemmon Survey |
| 725771 | 2009 DJ151               | 16 febbraio 2009  | Spacewatch          |
| 725772 | 2009 DP151               | 19 maggio 2015    | CTIO-DECam          |
| 725773 | 2009 DA152               | 23 gennaio 2014   | Spacewatch          |
| 725774 | 2009 DN152               | 3 novembre 2015   | Mount Lemmon Survey |
| 725775 | 2009 DP152               | 22 febbraio 2009  | Mount Lemmon Survey |
| 725776 | 2009 DY152               | 19 febbraio 2009  | Spacewatch          |
| 725777 | 2009 DF153               | 22 febbraio 2009  | Spacewatch          |
| 725778 | 2009 DZ155               | 30 settembre 2006 | Mount Lemmon Survey |
| 725779 | 2009 DZ156               | 22 febbraio 2009  | CSS                 |
| 725780 | 2009 DL157               | 21 febbraio 2009  | Spacewatch          |
| 725781 | 2009 DU161               | 26 febbraio 2009  | Spacewatch          |
| 725782 | 2009 EA3                 | 5 marzo 2009      | Alianza S4 Obs.     |
| 725783 | 2009 EG5                 | 30 gennaio 2009   | Mount Lemmon Survey |
| 725784 | 2009 EK25                | 9 settembre 2007  | Mount Lemmon Survey |
| 725785 | 2009 EE32                | 22 aprile 2004    | SDSS Collaboration  |
| 725786 | 2009 EA33                | 18 gennaio 2012   | Mount Lemmon Survey |
| 725787 | 2009 EJ33                | 26 febbraio 2014  | Pan-STARRS          |
| 725788 | 2009 ET33                | 17 febbraio 2015  | Pan-STARRS          |
| 725789 | 2009 EC34                | 10 aprile 2016    | Pan-STARRS          |
| 725790 | 2009 EE35                | 4 aprile 2016     | Pan-STARRS          |
| 725791 | 2009 EU35                | 15 febbraio 2013  | ESA OGS             |
| 725792 | 2009 EW35                | 23 dicembre 2012  | Pan-STARRS          |
| 725793 | 2009 EH36                | 28 gennaio 2014   | Spacewatch          |
| 725794 | 2009 EV36                | 2 marzo 2009      | Spacewatch          |
| 725795 | 2009 EZ36                | 18 gennaio 2010   | WISE                |
| 725796 | 2009 EA37                | 23 settembre 2011 | Spacewatch          |
| 725797 | 2009 EH37                | 23 settembre 2017 | Pan-STARRS          |
| 725798 | 2009 EV37                | 9 aprile 2010     | Spacewatch          |
| 725799 | 2009 EA38                | 24 gennaio 2015   | Mount Lemmon Survey |
| 725800 | 2009 EW38                | 2 marzo 2009      | Mount Lemmon Survey |

## 725801–725900
| Nome   | Designazione provvisoria | Data di scoperta  | Scopritore                          |
| ------ | ------------------------ | ----------------- | ----------------------------------- |
| 725801 | 2009 EP41                | 2 marzo 2009      | Mount Lemmon Survey                 |
| 725802 | 2009 EA43                | 2 marzo 2009      | Spacewatch                          |
| 725803 | 2009 FY5                 | 16 marzo 2009     | Spacewatch                          |
| 725804 | 2009 FO6                 | 16 marzo 2009     | Spacewatch                          |
| 725805 | 2009 FU8                 | 16 marzo 2009     | Spacewatch                          |
| 725806 | 2009 FK10                | 17 marzo 2009     | Spacewatch                          |
| 725807 | 2009 FG14                | 13 gennaio 2004   | Spacewatch                          |
| 725808 | 2009 FU16                | 17 gennaio 2009   | Spacewatch                          |
| 725809 | 2009 FE18                | 18 marzo 2009     | Osservatorio astronomico di Maiorca |
| 725810 | 2009 FM19                | 21 marzo 2009     | M. Ory                              |
| 725811 | 2009 FN20                | 17 marzo 2009     | W. Bickel                           |
| 725812 | 2009 FS28                | 18 ottobre 2007   | Spacewatch                          |
| 725813 | 2009 FA36                | 28 febbraio 2009  | Spacewatch                          |
| 725814 | 2009 FB38                | 24 marzo 2009     | Mount Lemmon Survey                 |
| 725815 | 2009 FU39                | 27 marzo 2009     | Mount Lemmon Survey                 |
| 725816 | 2009 FH43                | 29 marzo 2009     | G. Hug                              |
| 725817 | 2009 FJ45                | 29 marzo 2009     | G. Hug                              |
| 725818 | 2009 FK47                | 18 marzo 2009     | Spacewatch                          |
| 725819 | 2009 FX49                | 19 marzo 2009     | Spacewatch                          |
| 725820 | 2009 FV57                | 18 settembre 2006 | Spacewatch                          |
| 725821 | 2009 FF59                | 26 marzo 2009     | Spacewatch                          |
| 725822 | 2009 FT61                | 18 marzo 2009     | Spacewatch                          |
| 725823 | 2009 FC62                | 2 marzo 2009      | Spacewatch                          |
| 725824 | 2009 FO62                | 1 marzo 2009      | Spacewatch                          |
| 725825 | 2009 FQ65                | 18 marzo 2009     | Mount Lemmon Survey                 |
| 725826 | 2009 FH67                | 10 ottobre 2007   | Spacewatch                          |
| 725827 | 2009 FV67                | 23 marzo 2009     | F. Hormuth                          |
| 725828 | 2009 FU77                | 1 febbraio 2009   | Spacewatch                          |
| 725829 | 2009 FR80                | 24 febbraio 2014  | Pan-STARRS                          |
| 725830 | 2009 FM82                | 31 marzo 2009     | Spacewatch                          |
| 725831 | 2009 FT82                | 27 marzo 2009     | Mount Lemmon Survey                 |
| 725832 | 2009 FU82                | 26 marzo 2009     | Mount Lemmon Survey                 |
| 725833 | 2009 FE83                | 3 dicembre 2012   | Mount Lemmon Survey                 |
| 725834 | 2009 FL83                | 3 ottobre 2013    | Mount Lemmon Survey                 |
| 725835 | 2009 FQ83                | 26 novembre 2014  | Pan-STARRS                          |
| 725836 | 2009 FM84                | 28 settembre 2011 | Mount Lemmon Survey                 |
| 725837 | 2009 FB85                | 6 novembre 2012   | Mount Lemmon Survey                 |
| 725838 | 2009 FN86                | 19 marzo 2009     | Spacewatch                          |
| 725839 | 2009 FQ86                | 22 marzo 2015     | Pan-STARRS                          |
| 725840 | 2009 FR86                | 22 settembre 2017 | Pan-STARRS                          |
| 725841 | 2009 FK87                | 14 maggio 2004    | SDSS Collaboration                  |
| 725842 | 2009 FN87                | 19 ottobre 2016   | Mount Lemmon Survey                 |
| 725843 | 2009 FW87                | 23 dicembre 2012  | Pan-STARRS                          |
| 725844 | 2009 FY87                | 22 marzo 2009     | Mount Lemmon Survey                 |
| 725845 | 2009 FG89                | 25 ottobre 2011   | Pan-STARRS                          |
| 725846 | 2009 FJ89                | 21 marzo 2009     | Mount Lemmon Survey                 |
| 725847 | 2009 FJ90                | 26 marzo 2009     | Spacewatch                          |
| 725848 | 2009 FL90                | 31 marzo 2009     | Spacewatch                          |
| 725849 | 2009 FC91                | 19 marzo 2009     | Spacewatch                          |
| 725850 | 2009 FZ91                | 19 marzo 2009     | Mount Lemmon Survey                 |
| 725851 | 2009 FF92                | 21 marzo 2009     | Mount Lemmon Survey                 |
| 725852 | 2009 FZ95                | 29 marzo 2009     | Mount Lemmon Survey                 |
| 725853 | 2009 GL1                 | 30 luglio 2005    | NEAT                                |
| 725854 | 2009 GW6                 | 23 aprile 2015    | Pan-STARRS                          |
| 725855 | 2009 GP7                 | 10 agosto 2015    | Pan-STARRS                          |
| 725856 | 2009 GQ7                 | 2 aprile 2009     | Mount Lemmon Survey                 |
| 725857 | 2009 GC8                 | 2 aprile 2009     | Spacewatch                          |
| 725858 | 2009 GF8                 | 5 luglio 2016     | Mount Lemmon Survey                 |
| 725859 | 2009 GG8                 | 15 ottobre 2006   | Spacewatch                          |
| 725860 | 2009 GM8                 | 3 febbraio 2012   | Pan-STARRS                          |
| 725861 | 2009 GT8                 | 18 ottobre 2011   | Spacewatch                          |
| 725862 | 2009 HK6                 | 17 aprile 2009    | Spacewatch                          |
| 725863 | 2009 HQ12                | 19 aprile 2009    | Andrushivka Obs.                    |
| 725864 | 2009 HH16                | 18 aprile 2009    | Spacewatch                          |
| 725865 | 2009 HE18                | 16 marzo 2009     | Spacewatch                          |
| 725866 | 2009 HQ19                | 18 aprile 2009    | W. Ries                             |
| 725867 | 2009 HJ28                | 18 aprile 2009    | Spacewatch                          |
| 725868 | 2009 HB29                | 19 aprile 2009    | Spacewatch                          |
| 725869 | 2009 HU33                | 19 aprile 2009    | Mount Lemmon Survey                 |
| 725870 | 2009 HT34                | 29 marzo 2009     | Mount Lemmon Survey                 |
| 725871 | 2009 HR37                | 7 maggio 2005     | Mount Lemmon Survey                 |
| 725872 | 2009 HD42                | 20 aprile 2009    | Spacewatch                          |
| 725873 | 2009 HJ42                | 13 agosto 2005    | SSS                                 |
| 725874 | 2009 HF52                | 15 marzo 2004     | Spacewatch                          |
| 725875 | 2009 HT54                | 19 dicembre 2001  | NEAT                                |
| 725876 | 2009 HL55                | 21 aprile 2009    | Mount Lemmon Survey                 |
| 725877 | 2009 HY55                | 29 agosto 2006    | Spacewatch                          |
| 725878 | 2009 HZ57                | 24 aprile 2009    | Mount Lemmon Survey                 |
| 725879 | 2009 HR61                | 20 aprile 2009    | Mount Lemmon Survey                 |
| 725880 | 2009 HO71                | 22 aprile 2009    | Mount Lemmon Survey                 |
| 725881 | 2009 HR74                | 26 aprile 2009    | CSS                                 |
| 725882 | 2009 HV83                | 27 aprile 2009    | Spacewatch                          |
| 725883 | 2009 HQ84                | 27 aprile 2009    | Spacewatch                          |
| 725884 | 2009 HY85                | 29 aprile 2009    | Spacewatch                          |
| 725885 | 2009 HK86                | 30 aprile 2009    | Mount Lemmon Survey                 |
| 725886 | 2009 HA87                | 30 aprile 2009    | Mount Lemmon Survey                 |
| 725887 | 2009 HL87                | 30 aprile 2009    | Mount Lemmon Survey                 |
| 725888 | 2009 HL93                | 30 aprile 2009    | Spacewatch                          |
| 725889 | 2009 HZ94                | 8 febbraio 2008   | Spacewatch                          |
| 725890 | 2009 HD95                | 29 aprile 2009    | Alianza S4 Obs.                     |
| 725891 | 2009 HF98                | 20 aprile 2009    | Spacewatch                          |
| 725892 | 2009 HQ102               | 23 aprile 2009    | Spacewatch                          |
| 725893 | 2009 HY106               | 24 aprile 2009    | Mount Lemmon Survey                 |
| 725894 | 2009 HK110               | 31 luglio 2006    | SSS                                 |
| 725895 | 2009 HW110               | 17 aprile 2009    | Spacewatch                          |
| 725896 | 2009 HZ110               | 19 aprile 2009    | Mount Lemmon Survey                 |
| 725897 | 2009 HJ111               | 29 aprile 2009    | Mount Lemmon Survey                 |
| 725898 | 2009 HK111               | 17 settembre 2010 | Mount Lemmon Survey                 |
| 725899 | 2009 HY111               | 28 settembre 2010 | Spacewatch                          |
| 725900 | 2009 HH112               | 17 ottobre 2010   | Mount Lemmon Survey                 |

## 725901–726000
| Nome   | Designazione provvisoria | Data di scoperta  | Scopritore          |
| ------ | ------------------------ | ----------------- | ------------------- |
| 725901 | 2009 HL112               | 13 ottobre 2016   | Pan-STARRS          |
| 725902 | 2009 HS112               | 1 novembre 2010   | Mount Lemmon Survey |
| 725903 | 2009 HT112               | 23 aprile 2009    | Spacewatch          |
| 725904 | 2009 HM113               | 30 aprile 2009    | Spacewatch          |
| 725905 | 2009 HQ113               | 13 aprile 2010    | WISE                |
| 725906 | 2009 HU113               | 4 marzo 2013      | Pan-STARRS          |
| 725907 | 2009 HB114               | 25 settembre 2011 | Pan-STARRS          |
| 725908 | 2009 HQ114               | 22 aprile 2009    | Mount Lemmon Survey |
| 725909 | 2009 HH115               | 27 aprile 2009    | Mount Lemmon Survey |
| 725910 | 2009 HE116               | 20 aprile 2009    | Mount Lemmon Survey |
| 725911 | 2009 HG116               | 8 marzo 2013      | Pan-STARRS          |
| 725912 | 2009 HJ116               | 22 aprile 2009    | Mount Lemmon Survey |
| 725913 | 2009 HB117               | 31 maggio 2014    | Pan-STARRS          |
| 725914 | 2009 HW117               | 21 maggio 2015    | Pan-STARRS          |
| 725915 | 2009 HK118               | 10 ottobre 2015   | Pan-STARRS          |
| 725916 | 2009 HY118               | 19 gennaio 2013   | Mount Lemmon Survey |
| 725917 | 2009 HZ118               | 14 febbraio 2013  | Spacewatch          |
| 725918 | 2009 HE119               | 27 dicembre 2016  | Mount Lemmon Survey |
| 725919 | 2009 HW119               | 28 aprile 2009    | Mount Lemmon Survey |
| 725920 | 2009 HB121               | 22 aprile 2009    | Mount Lemmon Survey |
| 725921 | 2009 HG121               | 28 aprile 2009    | Spacewatch          |
| 725922 | 2009 HP122               | 24 aprile 2009    | Spacewatch          |
| 725923 | 2009 HY122               | 18 aprile 2009    | Mount Lemmon Survey |
| 725924 | 2009 HQ123               | 14 marzo 2004     | NEAT                |
| 725925 | 2009 HO125               | 24 aprile 2009    | Mount Lemmon Survey |
| 725926 | 2009 JU2                 | 13 maggio 2009    | Spacewatch          |
| 725927 | 2009 JB3                 | 31 marzo 2009     | Mount Lemmon Survey |
| 725928 | 2009 JY3                 | 13 maggio 2009    | Spacewatch          |
| 725929 | 2009 JB8                 | 13 maggio 2009    | Spacewatch          |
| 725930 | 2009 JV8                 | 18 aprile 2009    | Spacewatch          |
| 725931 | 2009 JM9                 | 11 maggio 2005    | Spacewatch          |
| 725932 | 2009 JQ13                | 1 maggio 2009     | Alianza S4 Obs.     |
| 725933 | 2009 JD14                | 1 maggio 2009     | Alianza S4 Obs.     |
| 725934 | 2009 JK15                | 1 maggio 2009     | Mount Lemmon Survey |
| 725935 | 2009 JA20                | 4 maggio 2009     | Mount Lemmon Survey |
| 725936 | 2009 JD20                | 14 luglio 2016    | Pan-STARRS          |
| 725937 | 2009 JW20                | 15 ottobre 2015   | Pan-STARRS          |
| 725938 | 2009 JC21                | 5 aprile 2014     | Pan-STARRS          |
| 725939 | 2009 JM21                | 7 novembre 2012   | Spacewatch          |
| 725940 | 2009 JN21                | 27 gennaio 2012   | Mount Lemmon Survey |
| 725941 | 2009 JE23                | 15 maggio 2009    | Spacewatch          |
| 725942 | 2009 KT10                | 24 aprile 2009    | Spacewatch          |
| 725943 | 2009 KA12                | 25 maggio 2009    | Spacewatch          |
| 725944 | 2009 KG12                | 25 maggio 2009    | Spacewatch          |
| 725945 | 2009 KF14                | 8 febbraio 2008   | Spacewatch          |
| 725946 | 2009 KQ15                | 17 maggio 2009    | Spacewatch          |
| 725947 | 2009 KH16                | 18 aprile 2009    | Mount Lemmon Survey |
| 725948 | 2009 KE20                | 29 maggio 2009    | Spacewatch          |
| 725949 | 2009 KU22                | 22 aprile 2009    | Mount Lemmon Survey |
| 725950 | 2009 KH26                | 29 maggio 2009    | Mount Lemmon Survey |
| 725951 | 2009 KV26                | 29 maggio 2009    | Spacewatch          |
| 725952 | 2009 KP27                | 30 maggio 2009    | Mount Lemmon Survey |
| 725953 | 2009 KR27                | 29 ottobre 2005   | Mount Lemmon Survey |
| 725954 | 2009 KA28                | 30 maggio 2009    | Mount Lemmon Survey |
| 725955 | 2009 KV28                | 26 marzo 2009     | Spacewatch          |
| 725956 | 2009 KD35                | 28 maggio 2009    | SSS                 |
| 725957 | 2009 KW37                | 24 settembre 2011 | Pan-STARRS          |
| 725958 | 2009 KY38                | 29 maggio 2009    | Spacewatch          |
| 725959 | 2009 KC39                | 27 novembre 2014  | Pan-STARRS          |
| 725960 | 2009 KG39                | 10 aprile 2013    | Pan-STARRS          |
| 725961 | 2009 KR39                | 16 marzo 2012     | Mount Lemmon Survey |
| 725962 | 2009 KT39                | 1 settembre 2013  | CSS                 |
| 725963 | 2009 KN40                | 9 luglio 2010     | WISE                |
| 725964 | 2009 KR40                | 27 maggio 2009    | Mount Lemmon Survey |
| 725965 | 2009 KW40                | 6 dicembre 2015   | Mount Lemmon Survey |
| 725966 | 2009 KR41                | 29 settembre 2011 | Mount Lemmon Survey |
| 725967 | 2009 KS41                | 14 settembre 2013 | Mount Lemmon Survey |
| 725968 | 2009 KW41                | 7 ottobre 2012    | Pan-STARRS          |
| 725969 | 2009 KA42                | 29 gennaio 2017   | Pan-STARRS          |
| 725970 | 2009 KP42                | 18 maggio 2009    | Mount Lemmon Survey |
| 725971 | 2009 KR42                | 30 maggio 2009    | Mount Lemmon Survey |
| 725972 | 2009 KT42                | 27 maggio 2009    | Mount Lemmon Survey |
| 725973 | 2009 KU42                | 17 maggio 2009    | Mount Lemmon Survey |
| 725974 | 2009 KL43                | 29 maggio 2009    | Mount Lemmon Survey |
| 725975 | 2009 LL3                 | 22 giugno 2004    | Spacewatch          |
| 725976 | 2009 LN4                 | 12 giugno 2009    | Spacewatch          |
| 725977 | 2009 LS5                 | 15 giugno 2009    | Spacewatch          |
| 725978 | 2009 MH2                 | 17 giugno 2009    | Spacewatch          |
| 725979 | 2009 MX5                 | 22 giugno 2009    | Spacewatch          |
| 725980 | 2009 MZ5                 | 18 aprile 2009    | Spacewatch          |
| 725981 | 2009 MJ6                 | 22 giugno 2009    | Spacewatch          |
| 725982 | 2009 MG9                 | 24 giugno 2009    | Mount Lemmon Survey |
| 725983 | 2009 MO10                | 6 novembre 2013   | Pan-STARRS          |
| 725984 | 2009 MS10                | 28 luglio 2010    | WISE                |
| 725985 | 2009 MG12                | 2 maggio 2009     | Mount Lemmon Survey |
| 725986 | 2009 NR                  | 11 marzo 2008     | CSS                 |
| 725987 | 2009 OX14                | 28 luglio 2009    | Alianza S4 Obs.     |
| 725988 | 2009 OF18                | 28 luglio 2009    | Spacewatch          |
| 725989 | 2009 OE26                | 29 luglio 2009    | Spacewatch          |
| 725990 | 2009 OK26                | 1 febbraio 2016   | Pan-STARRS          |
| 725991 | 2009 OL26                | 2 settembre 2013  | Mount Lemmon Survey |
| 725992 | 2009 OQ26                | 23 giugno 2009    | Mount Lemmon Survey |
| 725993 | 2009 OY27                | 18 giugno 2013    | Pan-STARRS          |
| 725994 | 2009 OA28                | 4 settembre 2014  | Pan-STARRS          |
| 725995 | 2009 OC28                | 27 luglio 2009    | Spacewatch          |
| 725996 | 2009 PM13                | 15 agosto 2009    | Spacewatch          |
| 725997 | 2009 PZ21                | 4 febbraio 2005   | Spacewatch          |
| 725998 | 2009 PN23                | 15 agosto 2009    | Spacewatch          |
| 725999 | 2009 PQ23                | 15 agosto 2009    | Spacewatch          |
| 726000 | 2009 QX3                 | 6 aprile 2008     | Spacewatch          |